# Katie Douglas
Kathryn Elizabeth „Katie” Douglas (ur. 7 maja 1979) – amerykańska koszykarka, grająca na pozycji skrzydłowej.
14 maja 2012 roku podpisała kontrakt z Wisłą Can-Pack Kraków. Amerykanka uznawana jest za jedną z najlepszych zawodniczek na świecie. Sezon 2011/2012 spędziła w Nadehzdzie Orenburg, w którym razem z Rebekkah Brunson była liderką drużyny. Kilkakrotnie uczestniczyła w Meczu Gwiazd WNBA, a w 2006 została wybrana MVP spotkania.

## Osiągnięcia
NCAA
- Mistrzyni:
  - NCAA (1999)
  - sezonu regularnego konferencji Big 10 (1998, 1999, 2000)
  - turnieju Big 10 (1999, 2001)
- Wicemistrzyni NCAA (2001)
- Uczestniczka rozgrywek:
  - Sweet 16 turnieju NCAA (1998, 1999, 2001)
  - turnieju NCAA (1998–2001)
- Koszykarki roku konferencji Big 10 (2000, 2001)
- Laureatka Big Ten Conference Suzy Favor Award (2001)
- Zaliczona do:
  - Kodak All-America (2000, 2001)
  - Final Four NCAA (1999, 2001)

WNBA
- Mistrzyni WNBA (2012)
- Wicemistrzyni WNBA (2004, 2005, 2009)
- MVP meczu gwiazd WNBA (2006)[1]
- Uczestniczka meczu gwiazd WNBA (2006, 2007, 2009, 2011, 2014)
- Zaliczona do:
  - I składu:
    - WNBA (2006)
    - defensywnego WNBA (2005–2007, 2011)

  - II składu:
    - WNBA (2007, 2009)
    - defensywnego WNBA (2010)
- Zwyciężczyni konkursu rzutów za 3 punkty WNBA (2010)
- Drużyna Connecticut Sun zastrzegła należący do niej numer 23

Drużynowe
- Mistrzyni:
  - Ligi Bałtyckiej (2005–2007)
  - Hiszpanii (2008)
  - Litwy (2005–2007)
- Wicemistrzyni:
  - Turcji (2010)
  - Hiszpanii (2011)
  - Polski (2013)
- Brąz ligi rosyjskiej (2009, 2012)
- 4. miejsce podczas rozgrywek Euroligi (2004)
- Zdobywczyni pucharu:
  - Hiszpanii (2008)
  - Turcji (2010)
- Finalistka pucharu:
  - Hiszpanii (2011)
  - Polski (2013)

Indywidualne
- MVP finałów Ligi Bałtyckiej (2006)
- Uczestniczka meczu gwiazd Euroligi (2011)[2]
- Liderka strzelczyń Euroligi (2005, 2006)

Reprezentacja
- Wicemistrzyni uniwersjady (1999)